# 唐嫣
唐嫣（Tong Yan，1983年12月6日—），上海人，中国大陆女演员、歌手，2006年毕业于中央戏剧学院表演系02级本科班。2004年以被张艺谋选中成为“奥运宝贝”而出道，赴希臘雅典参与“中国8分钟”闭幕式表演。2009年出演电视剧《仙剑奇侠传三》中的“紫萱”一角一举成名，后续代表作有《何以笙簫默》（2015）、《錦繡未央》（2016）、《繁花》（2023）等。为国家二级演员，隶属上海电影演员剧团。

## 生平

### 早年经历
唐嫣於1983年出生于上海市南市区（后分别并入浦东新区和黄浦区）；父亲是行政职员，母亲是外企白领。初中毕业后，唐嫣就读上海市商业职业技术学校（后合并为上海市商贸旅游学校）空中乘务专业，当时她的梦想是成为一名空姐。然而，一次体检误检，却使其失去了升入上航航空班的资格。2001年的暑假，她偶然间报名参加了第三届“舒蕾世纪星”全国选美大赛，并出人意料地夺得上海赛区季军和全国总冠军；2002年，考入中央戏剧学院表演系，走上了演艺之路。与文章、白百何、童瑶、孙坚、郭珍霓、曹曦文、徐百卉、张博、斓曦、毛俊杰、陈思斯、杨烁、霍政谚、王雨、邹廷威、张默等為同班同學。

### 奥运宝贝与正式出道
2004年，尚在就读大二的唐嫣被张艺谋选中，幸运地成为14名“奥运宝贝”之一。外型甜美的她经过近两个月的艰苦训练，她们代表中国远赴希腊雅典，在8月29日的第28届奥运会闭幕式“中国8分钟”环节中，为全世界带来了用传统乐器演奏的中国名曲《茉莉花》。回国后，她正式出道，于当年9月接拍了自己的首部电视剧《风满楼》。不久后，又与香港导演王晶所创立的星味道演艺经纪公司签约。
2006年10月，唐嫣受邀参加第十一届韩国釜山国际电影节，期间被美国权威电影杂志《综艺》评价为“亚洲之星”。同年底，唐参加了由北京电视台举办的“寻找春姑娘”选拔活动；在2007年1月16日的总决赛中，成功晋级三甲，成为北京电视台2007年春节联欢晚会的形象代言人。

### 加盟橙天与走红
2007年3月，星味道与橙天娱乐集团合作，改组成为后者旗下的橙天拾玖文化经纪有限公司，唐嫣由此正式加盟橙天。此后，她成为王晶和新公司所力捧的新人，亦因“晶公主”的头衔而开始受关注，相继接拍《神枪手与智多星》、《棒子老虎鸡》等多部电影。另外，在任贤齐两首歌曲《诛仙我回来》和《诛仙恋》的MV中，演绎经典玄幻小说人物陆雪琪也进一步提升她的知名度。值得一提的是，由其主演的电视电影《离别也是爱》在当年播出后，获得好评，不仅入围第十四届北京大学生电影节，她本人更是受提名为第十三届上海电视节“电视电影最佳女演员”。当年10月，唐嫣赴韩国参加第十二届釜山国际电影节，并作为橙天娱乐的艺人代表与韩国纳沐经纪公司签订演艺合约。
2008年3月，唐嫣加盟玄幻武侠大片《风云II》，饰演于楚楚一角。2009年，根据同名游戏改编的电视剧《仙剑奇侠传三》的播映为她带来了极高人气，其所饰演的紫萱一角广受好评，她亦凭借该剧正式走红，古装美女形象获得肯定。此外，她在同年底发表个人首支单曲《我透明》，加上《风云II》的上映，使她成为当年备受瞩目的新星。
随后两年，唐嫣相继主演《熊猫人》、《夏家三千金》、《爱情睡醒了》等多部知名都市剧。其中《夏家三千金》收视火爆，作为下部的《爱情真善美》更創下安徽卫视的收視紀錄，其在剧中的表演也进一步巩固人气，使她甜美可爱的形象深入人心。

### 个人工作室

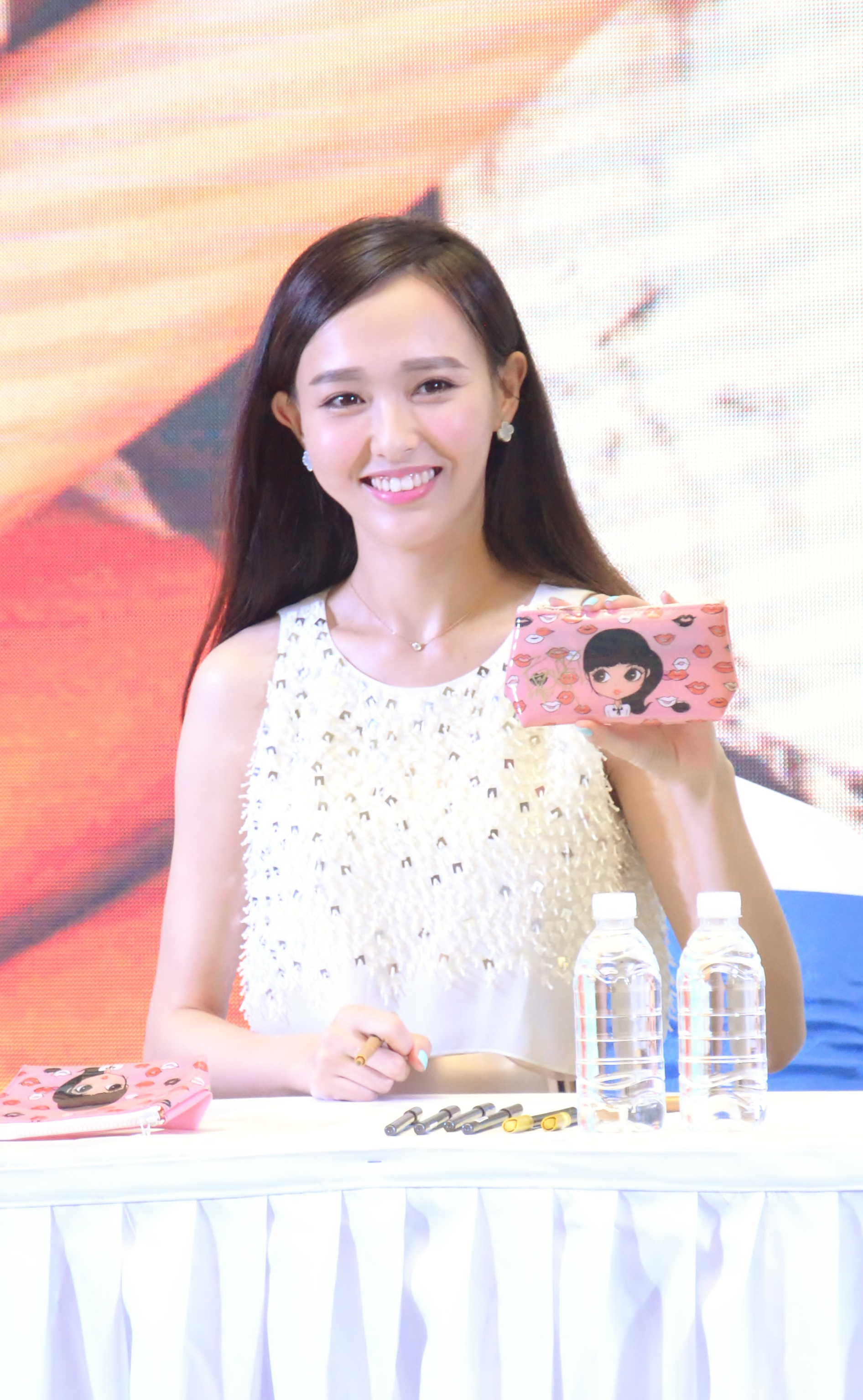
2015年6月8日於廣西南寧

2012年5月，唐嫣与橙天娱乐的合约到期，两个月后她成立自己的个人工作室。在7月播出的魔幻剧《轩辕剑之天之痕》中，首次挑战反派角色。年底又在自己主演的微电影《逐爱之旅》中首次尝试了制片人的工作。在《轩辕剑之天之痕》播出後，她所主演的作品播出甚少，直到2014年古装轻喜剧《金玉良缘》开播，唐嫣的事業才重获起色。
2015年初，唐嫣主演的《何以笙箫默》，《千金女贼》及《活色生香》輪番在江蘇衛視，上海東方衛視及湖南衛視中播出。三劇於收視及網絡播放率均獲得好成績，《何以笙箫默》於江蘇衛視及上海東方衛視雙星聯播，並為江蘇衛視2015年劇場平均收視率第一位，《千金女贼》成為第一部網播破50億的民國背景劇集及《活色生香》50城平均收視率穩佔全年前十，單日收視破三收官，随着人气的攀升，她趁势接下《三体》，《大話西遊終結篇》等多部电影。
2016年，唐嫣主演在東方衛視、北京衛視首播的《錦繡未央》，平均收視於該年播出的電視劇中名列前茅，网络总播放量过百亿。同时期与纪如璟开设丰璟盛糖公司，开始签约艺人。2016年12月6日公开与罗晋的恋情，两人于2018年10月在奥地利维也纳举办婚礼，于2020年诞下一女。
2018-2020年间，先后播出《归去来》、《时间都知道》、《燕云台》三部主演电视剧。2020年后，将重心转向家庭，在长达三年时间段仅参与拍摄了《繁花》。
2023年8月，電視劇《繁花》殺青不久後，唐嫣宣佈入組《念無雙》，飾演神女無雙/姬譚音。同年12月，唐嫣所領銜拍攝的電視劇《繁花》播出，收穫了一大片好評，她所飾演的汪小姐深入人心，讓她重回大眾視野。並且憑這一角色，成功入選了同一年中國國內電視劇三大獎的最佳女主角獎項的角逐。2024年4月，唐嫣開始參加電視劇《人之初》的拍攝，採訪時表示這是自己從未挑戰過的角色。8月31日，唐嫣進組《獨身女人》，在劇組飾演一名文學編輯林展翹，也是她時隔多年再次挑戰時裝劇。

## 個人生活
2010-2012年，唐嫣和邱泽交往。
2016年12月6日，唐嫣通過微博公開與羅晉的戀情。2018年10月28日，唐嫣與羅晉在微博公開結婚喜訊，並在維也納低调舉办婚礼，只邀请亲友參與。2019年9月19日，唐嫣通過微博宣布懷孕。2020年8月2日，唐嫣在腾讯视频发布会宣传新剧《燕云台》期間，對外宣布自己生的是女儿。2021年6月1日，唐嫣首次在微博公開放上與女兒的合照。

## 演出作品

### 电视剧
| 首播年份 | 剧名               | 角色             | 备注         |
| -------- | ------------------ | ---------------- | ------------ |
| 2006年   | 风满楼             | 周雨童           | 北美首播     |
| 2007年   | 贞观长歌           | 采矶             |              |
| 2007年   | 草原春来早         | 哈斯高娃         |              |
| 2008年   | 现代美女           | 李薇             |              |
| 2009年   | 没有语言的生活     | 朱灵             |              |
| 2009年   | 生于80后           | 安雯             |              |
| 2009年   | 仙剑奇侠传三       | 紫萱             |              |
| 2010年   | 熊猫人             | 李俐亚           |              |
| 2010年   | 闪婚               | 韩金贝           |              |
| 2010年   | 梦想光荣1942       | 赵冬梅           |              |
| 2011年   | 夏家三千金         | 夏天美           |              |
| 2011年   | 无懈可击之高手如林 | 汤七七           |              |
| 2011年   | 爱情睡醒了         | 刘小贝           |              |
| 2012年   | 轩辕剑之天之痕     | 独孤宁珂（剑霜） |              |
| 2012年   | 乱世佳人           | 张莲心（张萍儿） |              |
| 2013年   | X女特工            | 钟离             |              |
| 2013年   | 广告风云           | 阮心丽           |              |
| 2014年   | 金玉良缘           | 玉麒麟           |              |
| 2014年   | 格子间女人         | 谭斌（Cherie）   |              |
| 2015年   | 何以笙箫默         | 赵默笙           |              |
| 2015年   | 千金女贼           | 葉蒋心           |              |
| 2015年   | 活色生香           | 乐颜 (安若欢)    |              |
| 2015年   | 村姑也疯狂         | 田牧             | 2005年拍攝   |
| 2015年   | 风云天地           | 唐一一           | 特別出演     |
| 2015年   | 克拉恋人           | 米朵(米美丽)     |              |
| 2015年   | 長在麵包樹上的女人 | 程韵             | 2012年拍攝   |
| 2015年   | 爸爸快长大         | 电梯美女         | 客串         |
| 2015年   | 盗墓笔记第一季     | 阿宁             | 網絡劇       |
| 2016年   | 錦繡未央           | 李未央（馮心兒） |              |
| 2018年   | 天意               | 女羲             | 網絡劇，客串 |
| 2018年   | 归去来             | 萧清             |              |
| 2019年   | 時間都知道         | 時簡             | 兼任"出品人" |
| 2020年   | 燕云台             | 蕭燕燕           |              |
| 2023年   | 繁花               | 汪小姐           | 領銜主演     |
| 2025年   | 念无双             | 姬谭音           | 網絡劇       |
| 禁播     | 無名偵探           | 杨雪             | 2018年拍摄   |
| 待播     | 人之初             | 曲夢             | 特主         |
| 待播     | 獨身女人           | 林展翹           |              |

### 电影
註：「電視電影」所標示之日期為CCTV-6首播日期
| 上映日期 | 上映日期 | 电影名                 | 角色           |
| 2007年   | 4月19日  | 离别也是爱（电视电影） | 胡燕           |
| 2007年   | 10月19日 | 神枪手与智多星         | 杜小雨         |
| 2007年   | 12月28日 | 棒子老虎鸡             | 糖糖           |
| 2008年   | 6月3日   | 生死救助（电视电影）   | 应佳           |
| 2008年   | 9月5日   | 嫁妆（电视电影）       | 珍珠           |
| 2009年   | 7月3日   | 寻找成龙               | 女侠客         |
| 2009年   | 12月9日  | 风云II                 | 楚楚           |
| 2011年   | 11月24日 | 东成西就2011           | 阿巧           |
| 2014年   | 11月7日  | 露水红颜               | 明真           |
| 2015年   | 9月30日  | 九层妖塔               | 曹维维         |
| 2016年   | 4月29日  | 夢想合伙人             | 顧巧音         |
| 2016年   | 7月1日   | 賞金獵人               | CAT-凌芯       |
| 2016年   | 9月14日  | 大話西遊3              | 紫霞／青霞仙子 |
| 2017年   | 2月10日  | 决战食神               | 海膽妹         |
| 2018年   | 8月17日  | 歐洲攻略               | 王朝英         |
| 待上映   | 待上映   | 一墙之隔（2010年拍攝） | 叶小彬         |
| 待上映   | 待上映   | 三体                   | 申玉菲         |

### 综艺节目
| 首播年份 | 频道     | 综艺名     | 备注   |
| -------- | -------- | ---------- | ------ |
| 2023年   | 浙江卫视 | 我们的客栈 | [ 35 ] |
| 2023年   | 浙江卫视 | 王牌對王牌 |        |

### 微电影
- 2009年10月，《梦幻诛仙》饰 花弄影（网络游戏《梦幻诛仙》宣传片）
- 2011年4月，《保留》饰 糖糖（新媒体音乐电影）
- 2012年11月，《逐爱之旅》饰 李惠（首次担当制片人）
- 2014年7月/9月，《棉·真我·旅程》饰 唐嫣（“寻找棉，寻找真实的自己”系列微电影）

### 话剧
- 2005年12月，《油漆未干（英语：The Late Christopher Bean）》饰 苏珊

### MV
- 2006年，黄阅《兄弟》（专辑《我们都是害怕寂寞的人》）
- 2007年，任贤齐《诛仙我回来》《诛仙恋》（网络游戏《诛仙》主题曲，专辑《如果没有你》）
- 2007年，唐珂/彭雨菲《白雪公主》（舒蕾十年·最美风尚电影秀）
- 2009年，唐嫣《我透明》
- 2010年，乔任梁《钻石》（专辑《钻石》）
- 2011年，黄义达《Broken Heart》（微电影《保留》插曲，EP《微光》）
- 2013年，黄义达《我不哭》（专辑《心盘》）

## 音樂作品
- 2009年，《我透明》
- 2010年，《爱情引力》（电视剧《熊猫人》插曲）
- 2012年，《用一生回忆》（电视剧《乱世佳人》片尾曲，收录于2012年12月26日发行的写真EP《糖心》）
- 2013年，《捍卫阳光》（电视剧《X女特工》主题曲）
- 2014年，《晴雨》（電視劇《格子間女人》片尾曲)
- 2015年，《好久不见》（电视剧《何以笙箫默》插曲）
- 2015年，《明天》（电视剧《長在麵包樹上的女人》片尾曲）
- 2016年，《天賦》（電視劇《錦繡未央》片尾曲）
- 2019年，《我想找你》（電視劇《時間都知道》插曲）

## 奖项
| 年份   | 頒獎典礼                           | 奖项                                          |
| ------ | ---------------------------------- | --------------------------------------------- |
| 2007年 | 《男人装》三周年庆典活动           | 封面新人奖                                    |
| 2008年 | 2008福布斯中国名人榜慈善颁奖盛典   | 最具潜力名人                                  |
| 2009年 | 北京电视台第2届影视盛典            | 最受关注青年演员                              |
| 2011年 | 第1届乐视影视盛典                  | 内地最受欢迎电视剧女演员                      |
| 2011年 | 光线传媒“影视风云榜”2011新势力盛典 | 最受欢迎电视剧女演员                          |
| 2011年 | 《红秀GRAZIA》三周年庆典           | 年度风尚新势力                                |
| 2011年 | 安徽卫视2011国剧盛典               | 网络最受欢迎内地女演员                        |
| 2012年 | 爱奇艺2012年度盛典                 | 互联网最具人气内地女演员                      |
| 2012年 | 第3届乐视影视盛典                  | 内地最具人气电视剧女演员                      |
| 2012年 | 安徽卫视2012国剧盛典               | 年度媒体特别推荐女演员                        |
| 2013年 | 安徽卫视2013亚洲偶像盛典           | 内地最受欢迎女演员                            |
| 2013年 | BQ明星品牌价值榜                   | 年度最具突破价值明星                          |
| 2013年 | 2013BQ红人榜                       | 年度最受欢迎演员                              |
| 2013年 | 安徽卫视2013国剧盛典               | 极具商业价值演员                              |
| 2014年 | 2014星月榜样颁奖盛典               | 年度最佳号召力演员                            |
| 2014年 | 第5届中国大学生电视节              | 最受大学生喜爱电视剧女演员                    |
| 2014年 | 安徽卫视2014国剧盛典               | 甜蜜银幕情侣（同霍建华）                      |
| 2015年 | 第3届伦敦国际华语电影节            | 最佳女配角                                    |
| 2015年 | 第17届华鼎奖                       | 当代题材电视剧最佳女演员                      |
| 2015年 | 2015国剧盛典                       | 观众喜爱的角色人物（女） 年度全媒体号召力人物 |
| 2016年 | 第11届中国金鹰电视艺术节           | 金鹰女神                                      |
| 2016年 | 2016國劇盛典                       | 最受歡迎女藝人                                |
| 2016年 | 2016國劇盛典                       | 螢幕情侶獎                                    |
| 2016年 | 2016優酷盛典                       | 實力霸評獎                                    |
| 2016年 | 2016第五屆搜狐時尚盛典             |                                               |
| 2017年 | 第22届华鼎奖                       | 中国百强电视剧最佳女主角奖                    |
| 2017年 | 第22届华鼎奖                       | 10年全国观众最喜爱的影视剧明星奖              |
| 2017年 | 2017騰訊星光大賞                   | 年度全能藝人                                  |
| 2018年 | 2019愛奇藝尖叫之夜                 | 年度戲劇女藝人                                |
| 2019年 | 2018微博之夜                       | 微博年度女神                                  |
| 2020年 | 2020騰訊視頻星光大賞               | 年度電視劇角色                                |
| 2023年 | 2023 BAZAAR ICONS 时尚芭莎年度派对 | 年度突破 ICON                                 |
| 2024年 | 第29屆上海電視節白玉蘭獎           | 最佳女演員（提名）                            |
| 2024年 | 第32屆金鷹獎                       | 最佳女演員（提名）                            |